# Rehbach
Rehbach là một đô thị thuộc huyện Bad Kreuznach trong bang Rheinland-Pfalz, phía tây nước Đức. Đô thị Rehbach có diện tích 2,21 km², dân số thời điểm ngày 31 tháng 12 năm 2006 là 37 người.